# Warszawa Rembertów (stacja kolejowa)
Warszawa Rembertów – stacja węzłowa Polskich Kolei Państwowych obsługiwana przez Koleje Mazowieckie i Warszawską Szybką Kolej Miejską. Znajduje się przy ul. Cyrulików w warszawskiej dzielnicy Rembertów. Według klasyfikacji PKP ma kategorię dworca aglomeracyjnego. Jest stacją pasażerską oraz towarową. 

## Ruch pasażerski[3]
W roku 2022 wymiana pasażerska na stacji wyniosła 6,1 tys. dziennie), co dało jej 57. miejsce w Polsce.
| Rok  | Wymiana pasażerska na dobę |
| ---- | -------------------------- |
| 2017 | 7100                       |
| 2018 | 5800                       |
| 2019 | 3800                       |
| 2020 | 2600                       |
| 2021 | 3600                       |
| 2022 | 6100                       |
| 2023 | 3200                       |

## Opis stacji

### Peron
Stacja składa się z jednego wysokiego peronu wyspowego o długości 200 m, posiadającego dwie krawędzie peronowe. Na peronie znajdują się dwie blaszane wiaty przystankowe

### Budynek stacyjny
Budynek stacyjny znajduje się na peronie. Budynek murowany, parterowy. Połączony jest z przejściem podziemnym.

### Przejścia przez tory
Przejścia podziemneW obrębie stacji znajdują się dwa przejścia podziemne. Oba są przystosowane dla potrzeb osób niepełnosprawnych.
- Pierwsze łączy ulicę Cyrulików (na wysokości al. gen. Chruściela) z ulicą Pociskową, oraz z peronem stacji.
- Drugie, znajdujące się na wschód od peronu łączy ulicę Cyrulików (na wysokości ul. Republikańskiej) z ulicą Niedziałkowskiego.

Przejazdy kolejowo-drogowe
- Na zachód od peronu znajduje się przejazd kolejowo-drogowy w ciągu ulicy Marsa. Jest zabezpieczony rogatkami i obsługiwany przez dróżnika.
- Przed wjazdem na stację, na wschód od części towarowej, znajduje się przejazd kolejowo-drogowy w ciągu ulicy Chełmżyńskiej. Jest zabezpieczony rogatkami i obsługiwany przez dróżnika.
- Na zachód od peronu, przed wjazdem na stację od strony Zielonki, znajduje się przejazd kolejowo-drogowy w ciągu ulicy Cyrulików. Jest zabezpieczony sygnalizacją świetlną.

Wiadukt nad toramiNa wschód od części towarowej stacji znajduje się wiadukt nad torami w ciągu ulicy Żołnierskiej.

### Część towarowa stacji
Część towarowa stacji należąca do PKP Cargo znajduje się na zachód od części pasażerskiej. Jest to stacja otwarta dla odprawy przesyłek towarowych. Znajdują się na niej tory ogólnego użytku, plac wyładunkowy o długości 841 m oraz rampa ładunkowa boczna.

### Inne obiekty infrastruktury kolejowej
- Nastawnia dysponująca ("Rm") - znajdująca się pomiędzy częścią towarową a pasażerską. Kieruje ruchem na obszarze stacji.
- Ruchem na stacji kierują semafory świetlne

## Schemat stacji
- 2 tory przelotowe linii kolejowej nr 2 Warszawa Centralna - Terespol – tory 1. i 2.
- 2 tory linii kolejowej nr 448 Warszawa Zachodnia - Warszawa Rembertów – tory 3. i 4.
- tor odstawczy - tor nr 20
- bocznice po stronie północnej torów
  - tor łącznicy kolejowej nr 546 Warszawa Wschodnia Towarowa - Warszawa Rembertów – tor 8.
  - 3 bocznice manewrowe - tory 8., 10., 12.
  - bocznica EC Kawęczyn
  - 3 bocznice towarowe - tor 14. i dwa inne tory
  - tor linii kolejowej nr 449 Warszawa Rembertów - Zielonka
  - 2 bocznice wojskowe nr 111 i nr 112
- bocznice po stronie południowej torów
  - tor toru łączącego nr 901 Warszawa Wschodnia Towarowa - Warszawa Rembertów
  - bocznica wojskowa nr 113
  - tor linii kolejowej nr 449 Warszawa Rembertów - Zielonka

## Dojazd
Do stacji PKP Warszawa Rembertów można dojechać autobusami Zarządu Transportu Miejskiego.